# Asota sumbana
Asota sumbana är en fjärilsart som beskrevs av Rothschild 1897. Asota sumbana ingår i släktet Asota och familjen nattflyn. Inga underarter finns listade i Catalogue of Life.